# Mirella Uberti
Mirella Uberti (Milano, 17 marzo 1932 – Roma, 2 febbraio 2016) è stata un'attrice italiana.
Ha lavorato su una ventina di film dal 1950 al 1960.

## Filmografia

### Cinema
- Miss Italia, regia di Duilio Coletti (1950)
- Il ladro di Venezia, regia di John Brahm (1950)
- Amore e sangue, regia di Marino Girolami (1951)
- Schatten über Neapel, regia di Hans Wolff (1951)
- Serenata tragica - Guapparia, regia di Giuseppe Guarino (1951)
- Il mago per forza, regia di Marino Girolami, Marcello Marchesi e Vittorio Metz (1951)
- Primo premio: Mariarosa, regia di Sergio Grieco (1952)
- La colpa di una madre, regia di Carlo Duse (1952)
- Viva la rivista!, regia di Enzo Trapani (1953)
- Infame accusa, regia di Giuseppe Vari (1953)
- Riscatto, regia di Marino Girolami (1953)
- La peccatrice dell'isola, regia di Sergio Corbucci e Sergio Grieco (1954)
- Acque amare, regia di Sergio Corbucci (1954)
- La campana di San Giusto, regia di Mario Amendola e Ruggero Maccari (1954)
- Yalis, la vergine del roncador, regia di Francesco De Robertis (1955)
- Ritorno alla vita (Todos somos necesarios), regia di José Antonio Nieves Conde (1956)
- Walter e i suoi cugini, regia di Marino Girolami (1961)